# Sunflower County
Sunflower County er et county i den amerikanske delstat Mississippi. 
33°37′N 90°36′V / 33.61°N 90.6°V